# Haworthia hamata
Haworthia hamata är en grästrädsväxtart som beskrevs av M. Hayashi. Haworthia hamata ingår i släktet Haworthia och familjen grästrädsväxter. Inga underarter finns listade i Catalogue of Life.